# لیون جنوبی (میشیگان)
لیون جنوبی، میشیگان (به انگلیسی: South Lyon, Michigan) یک شهر در ایالات متحده آمریکا با جمعیت ۱۱٬۳۲۷ نفر است که در میشیگان واقع شده‌است.